# Симплексная связь
Симплексная связь — связь, при которой информация передаётся только в одном направлении. Существуют два определения симплексной связи. По определению ANSI схема симплексной связи позволяет передавать сигналы всегда только в одном направлении. Такая связь используется в радио-, теле- и спутниковом вещании, поскольку нет необходимости передавать какие-либо данные обратно на радиопередающую станцию. Другой пример симплексной связи — однонаправленная связь между радиомикрофоном и его базовой станцией, сигнал с микрофона передаётся на базовую станцию, но сама базовая станция ничего не отправляет на радиомикрофон.
По определению ITU-T схема симплексной связи позволяет передавать сигналы в каждый момент времени только в одном направлении. В другой момент времени сигналы могут передаваться в противоположном направлении. Такой вид связи обычно называют полудуплексной связью. Примером данного вида связи могут служить сетевые карты, соединённые коаксиальным кабелем и многие виды технологической радиосвязи.